# Fatoumata Binta Diallo (Leichtathletin)
Fatoumata Binta Diallo (* 6. April 2000 in Conakry, Guinea) ist eine portugiesische Leichtathletin, die im Sprint und Hürdenlauf an den Start geht. Aktuell ist sie Inhaberin des Landesrekordes über 400 Meter Hürden.

## Werdegang
Fatoumata Diallo wurde im westafrikanischen Guinea geboren und kam im Alter von fünf Jahren mit ihren Eltern nach Portugal, wo sie später in Olhão an der Algarve in die Schule Dr. Alberto Iria ging und über den dortigen Schulsport und erste Crosslauf-Aktivitäten Ende 2012 zum Leistungssport Leichtathletik kam, unter starker Förderung des Trainers Paulo Murta. Weitgehend ohne Unterstützung ihrer Eltern und in schwierigen Verhältnissen aufgewachsen, erhielt sie später die portugiesische Staatsangehörigkeit und startet seither für ihr neues Heimatland.
Erste internationale Erfahrungen sammelte Fatoumata Binta Diallo beim Europäischen Olympischen Jugendfestival (EYOF) 2015 in Tiflis, bei dem sie mit 57,54 s in der Vorrunde im 400-Meter-Lauf ausschied. 2018 wechselte sie zu Trainer Joel Batori. 2019 schied sie bei den U20-Europameisterschaften in Borås mit 55,83 s im Vorlauf aus und verpasste mit der portugiesischen 4-mal-100-Meter-Staffel mit 45,99 s den Finaleinzug. 2021 schied sie bei den U23-Europameisterschaften in Tallinn mit 59,28 s im Halbfinale im 400-Meter-Hürdenlauf aus und im Jahr darauf belegte sie bei den U23-Mittelmeer-Meisterschaften in Pescara in 59,77 s den fünften Platz. 2023 wurde sie bei der 1. Liga der Team-Europameisterschaft im Rahmen der Europaspiele in Chorzów in 55,57 s Erste im B-Lauf über 400 Meter Hürden und auch mit der Mixed-Staffel gelangte sie mit 3:14,06 min auf Rang fünf im A-Lauf. Im August schied sie bei den Weltmeisterschaften in Budapest mit 56,03 s in der ersten Runde über 400 Meter Hürden aus und verpasste in der Mixed-Staffel mit 3:15,75 min den Finaleinzug. Im Jahr darauf verpasste sie bei den Hallenweltmeisterschaften in Glasgow mit 3:31,93 min den Finaleinzug mit der Frauenstaffel. Im Mai wurde sie bei den World Athletics Relays in Nassau in 3:17,03 min Fünfte im C-Lauf in der 2. Qualifikationsrunde der Mixed-Staffel für die Olympischen Spiele in Paris und verpasste somit eine Direktqualifikation. Anschließend stellte sie bei den Europameisterschaften in Rom im Halbfinale mit 54,65 s einen neuen Landesrekord über 400 Meter Hürden auf und belegte dann im Finale in 55,65 s den achten Platz. Im August schied sie bei den Olympischen Sommerspielen in Paris mit 54,93 s im Semifinale aus.
In den Jahren 2023 und 2024 wurde Diallo portugiesische Meisterin im 400-Meter-Hürdenlauf und 2024 wurde sie Hallenmeisterin über 200 und 400 Meter.

## Persönliche Bestleistungen
- 200 Meter: 23,84 s (+1,1 m/s), 14. Juni 2023 in Sarcelles
  - 200 Meter (Halle): 23,95 s, 18. Februar 2024 in Pombal
- 400 Meter: 53,17 s, 4. Juni 2023 in Sarcelles
  - 400 Meter (Halle): 53,63 s, 10. Februar 2024 in Pombal
- 400 m Hürden: 54,65 s, 10. Juni 2024 in Rom (portugiesischer Rekord)